# Selvitsa buscki
Selvitsa buscki är en insektsart som beskrevs av Young 1977. Selvitsa buscki ingår i släktet Selvitsa och familjen dvärgstritar. Inga underarter finns listade i Catalogue of Life.